# 番田駅 (神奈川県)
番田駅（ばんだえき）は、神奈川県相模原市中央区上溝にある、東日本旅客鉄道（JR東日本）相模線の駅である。

## 歴史
- 1931年（昭和6年）4月29日：厚木 - 橋本間の開通時に、相模鉄道の上溝駅（初代）として開業[1]。
- 1944年（昭和19年）6月1日：国有化、運輸通信省（後の日本国有鉄道）相模線の駅となる[1]。同時に番田駅に改称[1]。
- 1962年（昭和37年）10月10日：貨物の取り扱いを廃止[1]。
- 1984年（昭和59年）2月1日：荷物扱い廃止[1]。
- 1987年（昭和62年）4月1日：国鉄分割民営化により、JR東日本の駅となる[1]。
- 2001年（平成13年）11月18日：ICカードSuica供用開始。
- 2016年（平成28年）
  - 3月4日：出札窓口の営業を終了。
  - 3月13日：橋本駅の遠隔管理のもとで無人化を実施[3]。
- 2017年（平成29年）9月上旬：駅舎の改築工事を着工[4][5]。
- 2018年（平成30年）
  - 3月28日：駅舎リニューアル工事が一部完了し、新駅舎の部分供用開始。
  - 5月下旬：駅舎リニューアル工事が完了し、新駅舎の全面供用開始。

## 駅構造
島式ホーム1面2線を有する地上駅。駅舎とホームは跨線橋で連絡している。構内には保守用車両留置のための側線がある。元々は国有化後からの木造駅舎が使用されていたが、老朽化に伴って2017年9月上旬から駅舎建替工事が行われ、2018年5月までに新駅舎が完成した。また、2013年度にエレベーターが2基設置され、同時に専用通路も完成したため、バリアフリー化が実現した。
お客さまサポートコールシステムが導入されている無人駅である。2016年（平成28年）3月12日までは業務委託駅（JR東日本ステーションサービス委託）となっていた。多機能券売機・簡易Suica改札機が設置されている。

### のりば
| 番線 | 路線    | 方向 | 行先                     |
| ---- | ------- | ---- | ------------------------ |
| 1    | ■相模線 | 下り | 橋本方面                 |
| 2    | ■相模線 | 上り | 海老名・厚木・茅ケ崎方面 |

（出典：JR東日本:駅構内図）

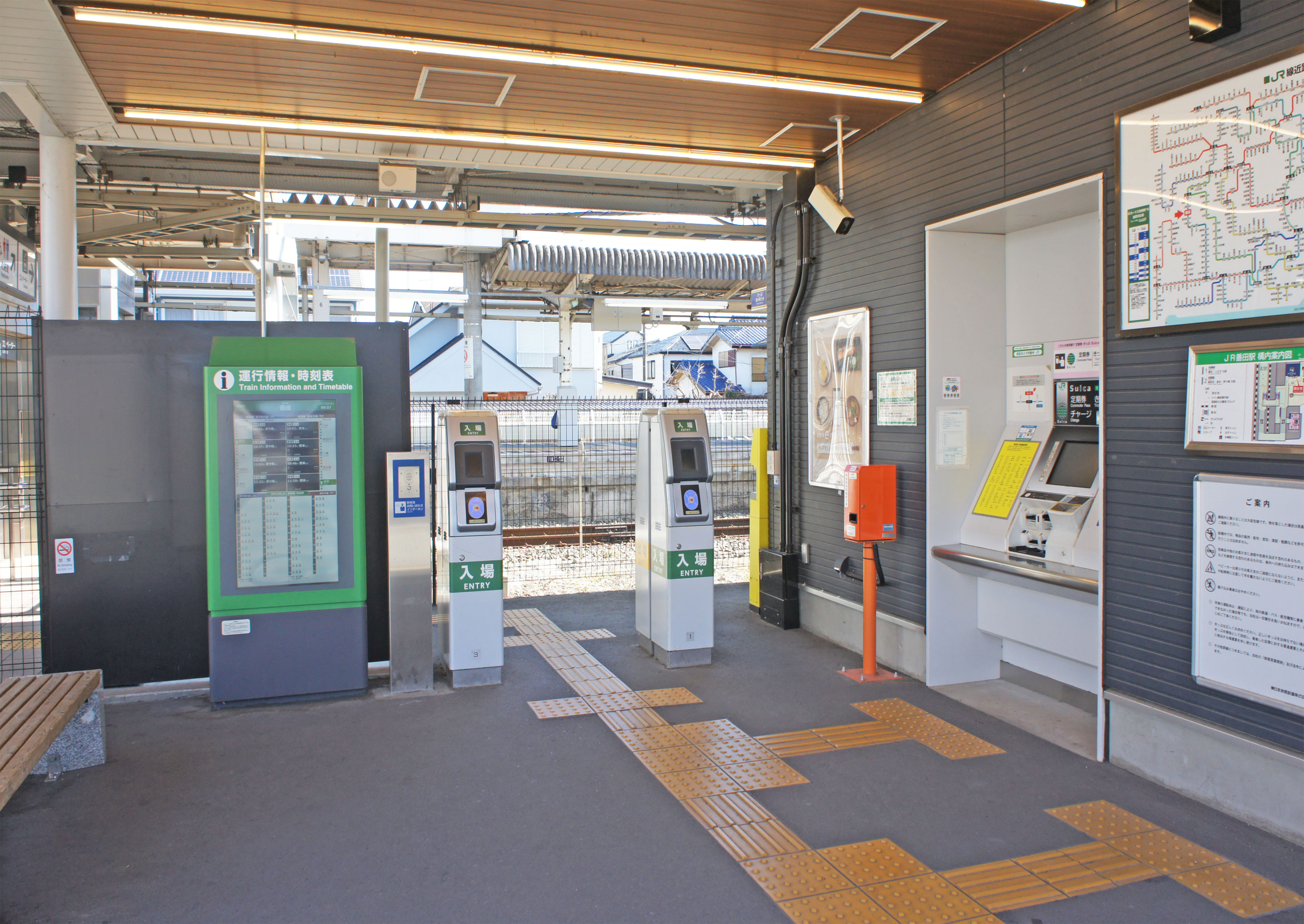
改札口（2022年2月）
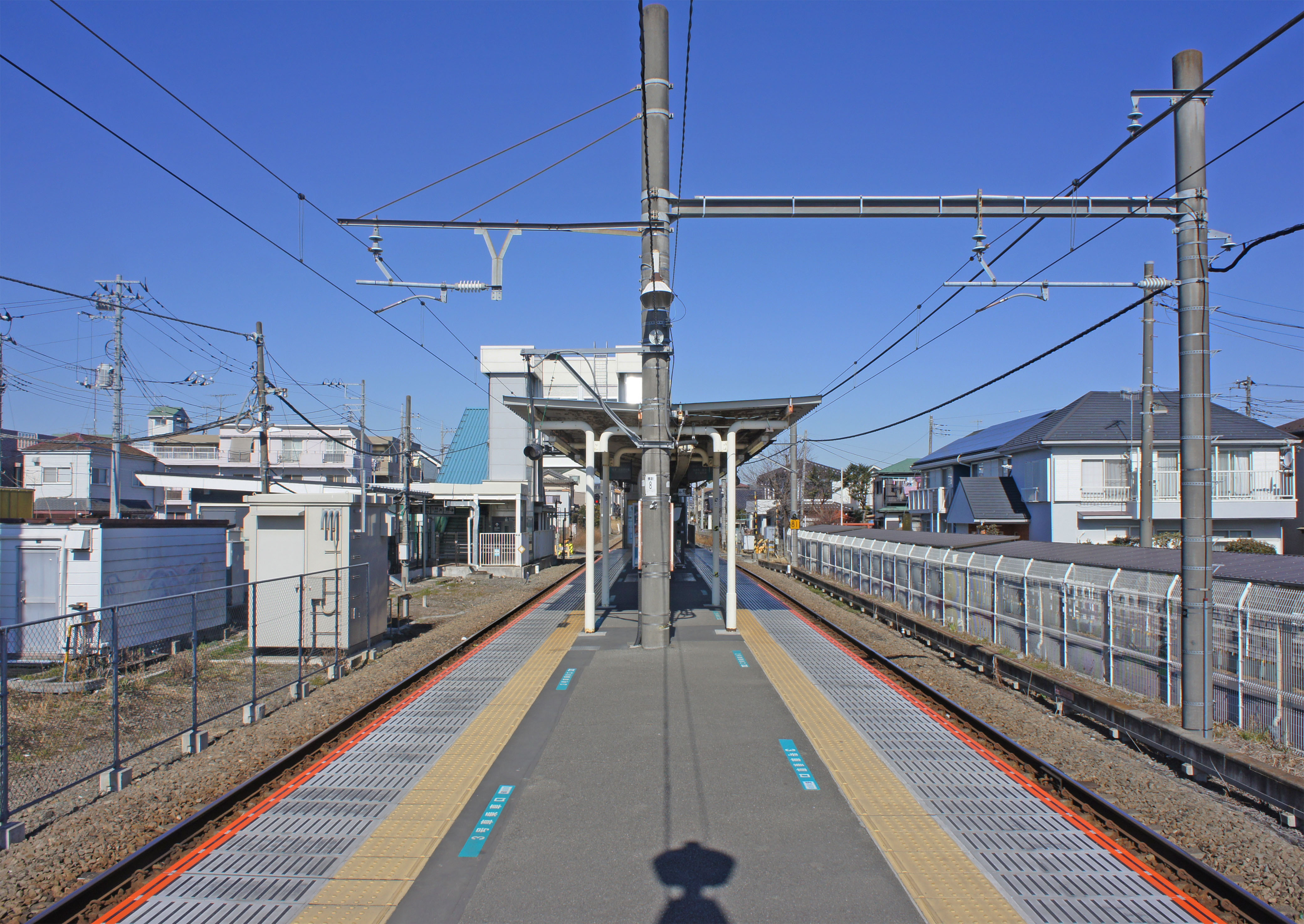
ホーム（2022年2月）
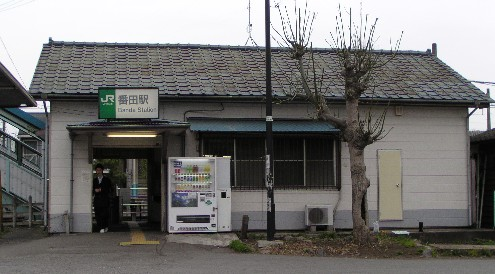
2003年当時の旧駅舎（2003年4月）
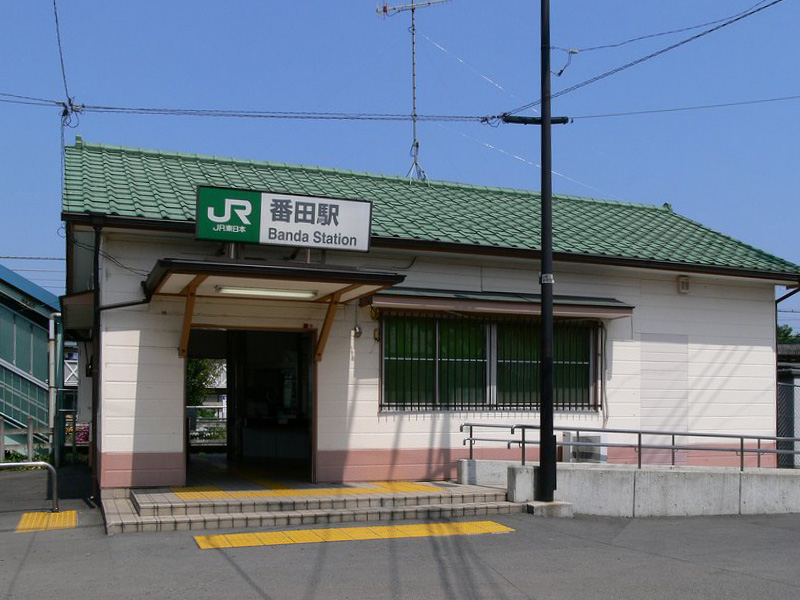
2007年当時の旧駅舎（2007年5月）

## 利用状況
2014年度（平成26年度）の1日平均乗車人員は3,643人であった。
近年の1日平均乗車人員は下表の通りである。
| 年度               | 1日平均 乗車人員 |
| ------------------ | ---------------- |
| 1975年（昭和50年） | 609              |
| 1980年（昭和55年） | 1,167            |
| 1985年（昭和60年） | 964              |
| 1989年（平成元年） | 1,383            |
| 1993年（平成05年） | 2,279            |
| 1995年（平成07年） | 2,476            |
| 1998年（平成10年） | 2,745            |
| 2000年（平成12年） | 2,839            |
| 2001年（平成13年） | 2,860            |
| 2002年（平成14年） | 2,916            |
| 2003年（平成15年） | 2,742            |
| 2004年（平成16年） | 2,772            |
| 2005年（平成17年） | 2,769            |
| 2006年（平成18年） | 2,781            |
| 2007年（平成19年） | 2,890            |
| 2008年（平成20年） | 2,990            |
| 2009年（平成21年） | 3,038            |
| 2010年（平成22年） | 3,194            |
| 2011年（平成23年） | 3,192            |
| 2012年（平成24年） | 3,315            |
| 2013年（平成25年） | 3,538            |
| 2014年（平成26年） | 3,643            |

## 駅周辺
駅前にはロータリーと数軒の商店がある。周辺は住宅地であるが、徒歩7分程のところに神奈川県立上溝南高等学校があり、通学時は同校の生徒で賑う。また、歩いて10分弱の場所にふそうフットサルフィールド相模原上溝があり、またそこで度々SC相模原のスクール、アカデミー、トップチームが練習を行う為、土日にはよく見られる。
かつては駅前に神奈川中央交通の相16系統および厚79系統の路線バスが発着していたが、どちらも1990年代に廃止された。

## 隣の駅
東日本旅客鉄道（JR東日本）
■相模線
原当麻駅 - 番田駅 - 上溝駅

### 記事本文
1. 1 2 3 4 5 6 7  石野哲 編『停車場変遷大事典 国鉄・JR編』 II（初版）、JTB、1998年10月1日、83頁。ISBN 978-4-533-02980-6。
2. 1 2 3 4  “駅の情報（番田駅）：JR東日本”.   東日本旅客鉄道. 2023年11月18日時点のオリジナルよりアーカイブ。2023年11月19日閲覧。
3. ↑  “東日本ユニオンNo.124号”. JR 東日本労働組合横浜地方本部. (2015年12月6日) 2016年3月13日閲覧。
4. 1 2  『相模線番田駅の駅舎が新しくなります』（PDF）（プレスリリース）東日本旅客鉄道横浜支社、2017年8月24日。オリジナルの2020年5月22日時点におけるアーカイブ。2020年5月22日閲覧。
5. ↑  “JR横浜支社 相模線番田駅舎を改装”. 交通新聞 (交通新聞社). (2017年8月28日)
6. ↑  相模原市統計書 - 相模原市
7. ↑  神奈川県県勢要覧
8. ↑  線区別駅別乗車人員（1日平均）の推移 (PDF)  - 19ページ

### 利用状況
JR東日本の2000年度以降の乗車人員
1. ↑  JR東日本 各駅の乗車人員（2000年度）
2. ↑  JR東日本 各駅の乗車人員（2001年度）
3. ↑  JR東日本 各駅の乗車人員（2002年度）
4. ↑  JR東日本 各駅の乗車人員（2003年度）
5. ↑  JR東日本 各駅の乗車人員（2004年度）
6. ↑  JR東日本 各駅の乗車人員（2005年度）
7. ↑  JR東日本 各駅の乗車人員（2006年度）
8. ↑  JR東日本 各駅の乗車人員（2007年度）
9. ↑  JR東日本 各駅の乗車人員（2008年度）
10. ↑  JR東日本 各駅の乗車人員（2009年度）
11. ↑  JR東日本 各駅の乗車人員（2010年度）
12. ↑  JR東日本 各駅の乗車人員（2011年度）
13. ↑  JR東日本 各駅の乗車人員（2012年度）
14. ↑  JR東日本 各駅の乗車人員（2013年度）
15. ↑  JR東日本 各駅の乗車人員（2014年度）